# Pseudonicsara curvata
Pseudonicsara curvata är en insektsart som beskrevs av Sigfrid Ingrisch 2009. Pseudonicsara curvata ingår i släktet Pseudonicsara och familjen vårtbitare. Inga underarter finns listade i Catalogue of Life.